# Salmonel·losi
La salmonel·losi és una malaltia infecciosa produïda per alguns bacteris del gènere Salmonella. Pot afectar tant a humans com a altres animals
La salmonel·losi té associada la següent simptomatologia en humans: diarrea o colitis, la febre entèrica, i una bacterièmia. També poden haver-hi individus portadors asimptomàtics.

## Història de la salmonel·losi

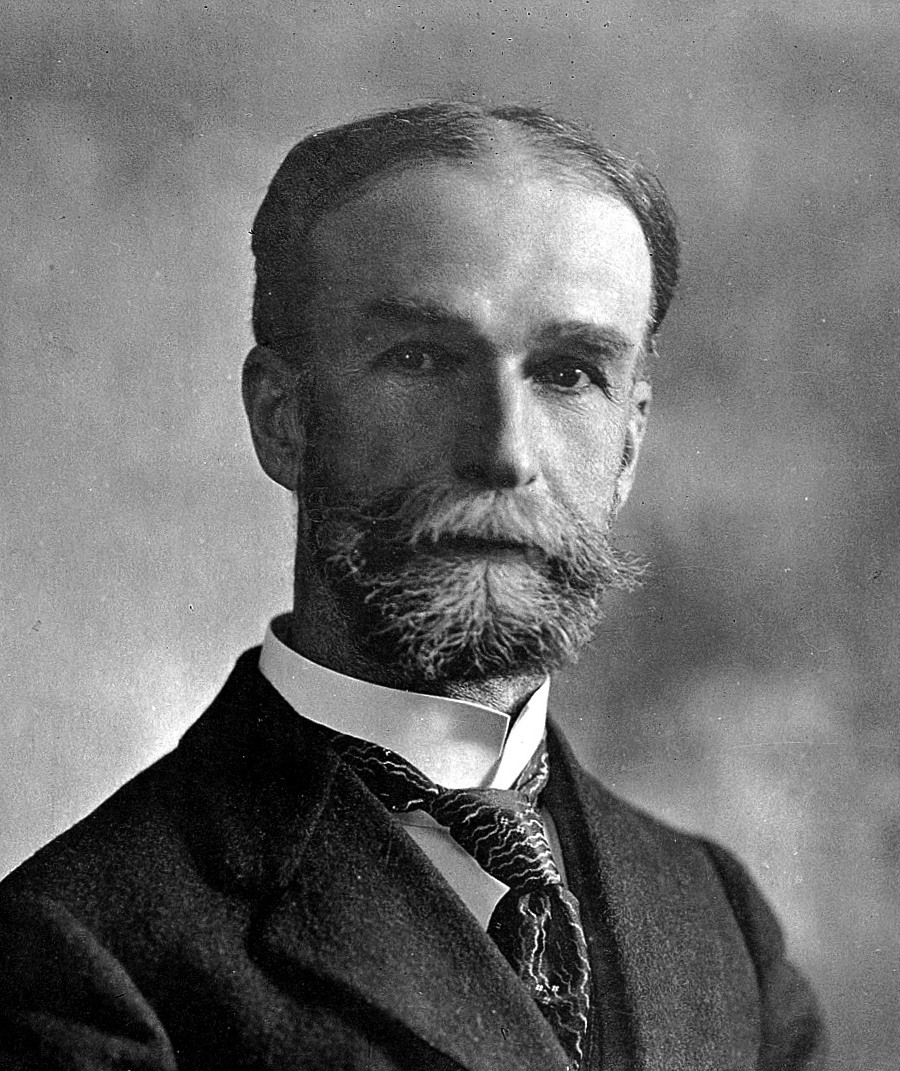
Theobald Smith (1859–1934), descobridor de Salmonella.

El gènere Salmonella va ser descobert per Theobald Smith (1859–1934), quan intentava descobrir la causa del còlera dels porcs. No obstant, el seu cap, el veterinari americà Daniel Elmer Salmon, va prendre crèdit pel descobriment, i el bacteri fou batejat en el seu honor.

## Etiologia
El gènere Salmonella pertany a la família Enterobacteriaceae, i està compost de bacils Gramnegatius incapaços de formar espores. Són anaerobis facultatius i presenten motilitat perítrica.
El gènere està compost de 2 espècies: Salmonella bongori i Salmonella enterica. Salmonella enterica té 6 subespècies, diferenciades entre elles pel seu genoma i propietats bioquímiques. Les subespècies s'ordenen mitjançant numerals romans.
| Classificació | Subespècie |
| ------------- | ---------- |
| I             | enterica   |
| II            | salamae    |
| IIIa          | arizonae   |
| IIIb          | diarizonae |
| IV            | houtenae   |
| VI            | indica     |

Observació: La subespècie V va ser reclassificada, creant l'espècie Salmonella bongori.
Salmonella enterica subsp. enterica és la més comuna a animals de sang calenta, causant el 99% de les infeccions, mentre que Salmonella bongori i la resta de subespècies infecten animals de sang freda o són de vida lliure.
També es poden classificar els serotipus en funció dels principals antígens que presenten: Flagelars (H), de Càpside (K) o Somàtics (O), en total n'hi ha uns 2500 de Salmonella enterica.
Els antígens O són lipopolisacàrids (LPS) termoestables que es troben a la membrana, i cada soca en pot tenir un tipus o més.
Els antígens H corresponen als flagels, que són un dels principals factors que estimulen la resposta immune. Salmonella té dues regions determinades del cromosoma bacterià que regulen l'expressió de dues proteïnes, i té la capacitat d'expressar-ne una i després l’altra.
Els antígens K son polisacàrids sensibles a la temperatura i es situen a la càpside bacteriana. Són els antígens menys abundants.
Les síndromes que pot provocar Salmonella enterica subsp. enterica a humans dependran del serotipus i de la predisposició de cada individu particular.
- La febre tifoide és provocada exclusivament pels serotipus Typhi, i la paratifoide pels Paratyphi A, Paratyphi B i Paratyphi C. Aquesta síndrome té una mortalitat del 15% al 20% quan no és tractada, disminuint a menys de l’1% quan el pacient rep tractament.[7]
- Les altres síndromes son provocades pels serotipus anomenats no tifoidals (NTS, “Non-Tifoidal Salmonella”), que inclouen els seroripus més comunament aïllats: Enteritidis i Typhimurium. Principalment causen diarrea a l’hoste, amb un 5% dels infectats desenvolupant bacterièmia. La mortalitat de les infeccions per NTS és del 0,1% a països desenvolupats, però del 24% a països en vies de desenvolupament. Hi ha factors que poden incrementar el risc, com l’alteració de la microbiota intestinal, l’edat, diabetis i pacients immunocompromesos.[7]
- Els portadors assimptomàtics presenten colonització, tant de Salmonella enterica tifoidal com NTS, al còlon. Un dels principals factors que ho permet és la formació de biofilms i, malauradament, encara no s’han trobat tractaments realment eficaços per a evitar que els portadors transmetin la infecció.[7]

## Patogènia

### Cicle Infectiu
La salmonel·losi té un període d'incubació d'entre cinc hores i cinc dies, diarrea i dolor abdominal. A través de la femta (excrement) del malalt s'elimina gran quantitat de bacteris, i es presenta febre entèrica amb un període d'incubació de 7-28 dies, causant de mal de cap, febre, dolor abdominal i diarrea, erupció maculo-papulosa en pit i esquena. Els malalts presenten un període de convalescència d'entre una i vuit setmanes fins que les persones guarides eliminen la Salmonella. També pot ocasionar febres entèriques o infecció intestinal per intoxicació amb alguns aliments. Es reprodueixen per bipartició.

### Resposta immune
A causa de la seva via de transmissió oral-fecal, la detecció per part del sistema immune es dóna en un principi en el tracte intestinal, després de la invasió de Salmonella a les cèl·lules epitelials pròpies.
Inicialment, es dóna la resposta immune innata de l'hoste pel reconeixement del LPS del bacteri pel TLR4, la qual cosa desencadena una resposta inflamatòria que recluta cèl·lules del sistema immune fagocítiques, principalment neutròfils i monòcits, la qual cosa alenteix la disseminació sistèmica del patogen. Les cèl·lules on ressalta l'acciò de neutròfils, monòcits, macròfags, cèl·lules NK i dendrítiques.
Començant pels monòcits, aquests s'agrupen en les plaques de Peyer i nòduls limfàtics mesentèrics i sintetitzen diversos antimicrobians, que frenen el desenvolupament de la infecció en conjunt amb el interferó gamma produït per neutròfils i cèl·lules NK. Es coneix que aquest interferó és elemental en la contenció de Salmonella, perquè en pacients deficients de neutròfils, el principal productor d'interferó gamma, s'observa una resposta inicial deficient que desemboca en una mayor probabilitat de patir una infecció sistèmica el que al seu torn pot portar a una simptomatologia més greu.
Respecte als macròfags residents, aquest fagociten salmonel·les reconegudes per la flagelina, procedint a la producció de citocines proinflamatòries. Les cèl·lules dendrítiques també reconeixen el patogen, a més de per la flagelina, pel LPS, que segueix d'una captura d'antigen i una migració cap als nòduls limfàtics per a la presentació d'aquest, començant la preparació de la resposta adaptativa.
La resposta immune adaptativa compleix un rol molt important ala infecció per Salmonella, doncs a nivell general, la resposta innata no té la capacitat d'eliminar tots els bacteris, pel que depèn d'aquesta erradicar i finalitzar la invasió. En aquest cas, la resposta adaptativa és principalment de tipus humoral, amb una intervenció tant de cèl·lules B com T.
Sota aquesta conjectura, les cèl·lules T helper, es relacionen amb la contenció de la infecció sistèmica per les cèl·lules Th17 a causa del seu reclutament de neutròfils, i amb la conversió d'isotip dels anticossos a IgG per cèl·lules Th1. Respecte a les cèl·lules T citotòxiques, si bé es coneix que actuen, no es té clar el seu rol ni importància dins de la resposta immunològica contra Salmonella. En quant a les cèl·lules B, aquestes guarden un paper més enfocat a la contenció de la càrrega bacteriana.

### Factors de virulència
Per a poder dur a terme el procés de patogenicitat i sobreviure a la resposta immune de l'hoste, Salmonella té una gran varietat de factors de virulència. La majoria dels gens que els codifiquen es troben a les anomenades Illes de Patogenicitat (SPI), regions molt conservades dins el gènere. També es poden trobar extracromosomalment a plasmidis de virulència.
La SPI-1 codifica les proteïnes que permeten la invasió de l'epiteli intestinal, mitjançant canvis al citoesquelet. Aquestes proteïnes són introduïdes a l'interior de la cèl·lula pel T3SS-1, un sistema que s'assembla a una agulla, i introdueix les proteïnes efectores dins la cèl·lula hoste. També hi ha proteïnes xaperones codificades, que regulen la interacció de les proteïnes efectores amb T3SS-1 i les protegeixen.
La SPI-2 conté els gens responsables de les proteïnes que permeten que el bacteri pugui sobreviure dins l'hoste, i té el seu propi sistema de secreció, el T3SS-2, xaperones i proteïnes reguladores.
Les altres 3 SPIs pertanyents a Salmonella Typhimurium (SPI-3, 4 i 5) no son tan conegudes, de fet, de la 3 tan sols es coneix la funció de 3 proteïnes, i el seus gens s'expressen tant a la unió inicial, com després d'haver estat infectant durant molt temps. SPI-4 tan sols conté 6 ORFs, organitzats dins un sol operó, i està involucrada al contacte inicial, i SPI-5 està involucrada a l'extensió de la infecció per la resta del cos de l'hoste.
Hi ha molt pocs serotipus amb un plasmidi propi, i els que en tenen solen tenir importància clínica, com Salmonella Enteritidis, Salmonella Typhimurium, Salmonella Choleraesuis i Salmonella Dublin, i la seva mida pot estar entre 50 i 95 kb. Tots els plasmidis amb factors de virulència que s'han trobat a Salmonella tenen una regió comuna que els permet restaurar la virulència a individus que l'han perduda. Aquesta regió correspon a l'operó spvRABCD, on spvR és el regulador i spvB i spvC són les úniques proteïnes amb funció coneguda, i presenten activitat citotòxica i regulen la resposta proinflamatòria de l'hoste, respectivament.
També s'han trobat plasmidis diferents, amb una estructura inusual, que contenen factors de resistència a antibiòtics. Un exemple és el pUO-StRV2 de Salmonella Typhimurium, de 140kb i originat per la fusió de pSLT i una illa de resistència, no presenta tots els gens de pSLT, però l'operó spv s'ha conservat.
Per seqüenciació s'ha descobert que Salmonella Typhimurium LT2 té 13 gens que potencialment codifica fímbries. Mitjançant experiments in vitro i in vivo s'ha observat que són responsables d'una gran varietat de processos relacionats amb la patogènia. Son responsables de l'adhesió a l'epiteli, acumulació de fluids intestinals, persistència a l'intestí i formació de biofilms.
Els flagels no són només utilitzats per a la moure's i per a la quimiotaxi, sinó que tenen funcions patogèniques, coordinant més de 50 gens de 17 operons en un sol reguló.

## Simptomatologia
D'acord amb els patrons clínics observats a la salmonel·losi humana, les soques de Salmonella es classifiquen en Salmonella tifoidea i Salmonella no tifoidea(NTS). A les infeccions que afecten a humans, es poden presentar principalment tres manifestacions clíniques diferents: febre entèrica, enterocolitis, bacteriemia, així com l'estat de portador asimptomàtic crònic.

### SalmonellaTifoidea
Dins de la salmonel·losi tifoidea, Salmonella Typhi és la responsable de la febre tifoidea, mentre que Salmonella Paratyphi ho és de la febre paratifoidea. Com ambdues malalties presenten símptomes clínics indistingibles, normalment s'utilitza el terme "Febre Entèrica" conjuntament per a referir-se a les dues, i es denominaran Salmonella tifoidea a ambdues.
Els símptomes principals de la febre entèrica seria la febre, que augmenta gradualment durant la infecció arribant als 40°C, símptomes similars a una grip, com malestar general, mal de cap i tos seca, dolor abdominal, nàusees, vòmits i estrenyiment com a símptoma primerenc, encara que posteriorment és més freqüent la diarrea, sobretot en nens petits. A l'examen físic, també és detecta un abdomen distendit amb presència de dolor, més freqüentment present a la fossa ilíaca dreta, imitant els símptomes d'una apendicitis, podent haver-hi complicacions freqüents de perill de peritonitis. Ja cap al final de la infecció poden aparèixer la hepatomegàlia (inflamació del fetge), esplenomegàlia (inflamació de la melsa) i també bradicàrdia, encara que una taquicàrdia és defineix com un símptoma més comú.
També s'han vist reports en algunes infeccions per Salmonella Typhi d'erupcions cutànies d'un color rosat d'aproximadament 3mm presents sobretot al tòrax i abdomen, i menys freqüentment a l'esquena i braços.
Si no es tracta a temps la febre entèrica, pot desenvolupar complicacions greus que poden posar en risc la vida del pacient. Les complicacions més freqüents per febre entèrica inclouen hemorràgia gastrointestinal, perforació intestinal i l'encefalopatia tifoidea, encara que també s'han descrit ''shock'' sèptic, pneumònia, trastorns psiquiàtrics, colitis, anèmia, miocarditis i meningitis tifoidea, encara que aquesta última es troba més present en els nadons i nens petits.

### Salmonellano tifoidea (NTS)

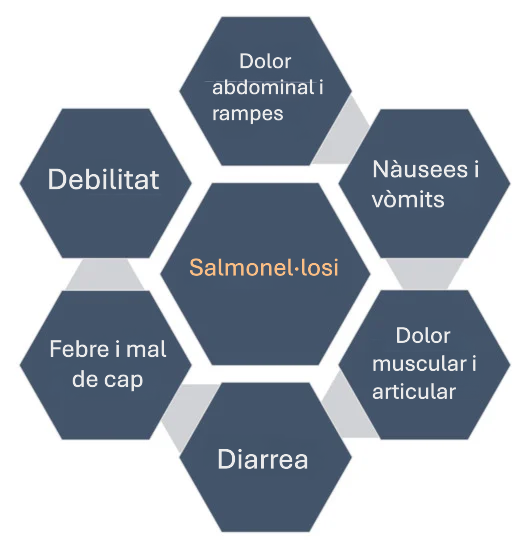
Símptomes més comuns de la salmonel·losi

El principal símptoma present en la infecció per NTS és la enterocolitis, millor coneguda com salmonel·losi. L'enterocolitis per Salmonella no tifoidea es caracteritza per una diarrea aquosa extensa sense sagnat, nàusea, vòmits, malestar abdominal, mal de cap i miàlgia, També pot presentar crepitacions respiratòries, semblants a la pneumònia, i una hepatoesplenomegàlia entre el 30 i 45% dels casos. Les complicacions que es poden donar per no tractar l'enterocolitis són anèmia, deshidratació, colecistitis, pancreatitis, apendicitis, osteomielitis, infeccions respiratòries, sepsis i podria arribar a provocar la mort. La preforació intestinal és una de les complicacions més rares però a l'hora una de les més letals per infeccions greus per NTS.
L'enterocolitis, sobretot en nens, pot provocar símptomes semblants a infeccions del tracte respiratori inferior, per la qual els treballadors sanitaris poden començar a administrar tractaments que no són específics per a Salmonella no tifoidea, sobretot tenint en compte que la resistència antimicrobiana de Salmonella enterica està ben documentada. A més a més, la febre no està relacionada amb la bacterièmia provocada per Salmonella, que s'acaba desenvolupant quan el tractament no s'administra a temps o no funciona.

## Diagnòstic
Per a poder diagnosticar una infecció per Salmonella es poden fer una gran varietat de proves, és molt important identificar el serotipus ja que, per exemple, les infeccions causades per Salmonella Typhi i Salmonella Paratyphi A no es poden distingir clínicament.

### Cultiu bacterià
La diagnosi definitiva ve del cultiu axènic de Salmonella enterica subsp. enterica obtinguda de mostres provinents del pacient, que tradicionalment poden ser sang o medul·la òssia. Un gran avantatge d’aquest tipus de test és que una vegada s’obté un cultiu aïllat de Salmonella, es poden fer proves addicionals per a determinar tant el serotipus com la resistència a antibiòtics.
A pacients amb febre entèrica que encara no han rebut tractament, el cultiu a partir d’una mostra de sang és positiu el 80% dels casos, i aquest nombre baixa al 40% per a pacients que han rebut antibiòtics abans d’obtenir la mostra, pràctica molt comuna a àrees amb gran incidència.
La mostra de medul·la òssia és té un percentatge major de positius respecte a positius confirmats que la de sang, degut a que la concentració de Salmonella a la medul·la és major. A més, el resultat no es veu afectat si el pacient ha rebut antibiòtics prèviament a la realització del test.
Si les cèl·lules de la mostra són llisades amb digitonina, es detecta molta més Salmonella, ja que es troba dins de les cèl·lules.
Altres mostres que es poden obtenir són les femtes, la orina i es continguts del duodè, oferint altres vies d’obtenció dels aïllats, però amb una sensibilitat molt menor i havent de confirmar el diagnòstic, ja que poden ser aïllats de portadors assimptomàtics.
Per a cultivar les mostres i poder obtenir aïllats de Salmonella, s’extreuen entre 5 i 10 ml de sang (quanta més millor), i es sembren en 30-50 ml de medi BHI (“Brain Heart Infusion”) o de brou Oxgall. Si hi ha creixement després d’un dia es considerarà que la mostra obtinguda està infectada per Salmonella i començarà el tractament de manera immediata.
Si es volen fer quantificacions es realitza una sembra en massa d’1 ml de medul·la, lisada mitjançant digitonina, en 19 ml d’agar Columbia durant 4 dies, incubant a 37°C.
A Occident aquestes sembres son realitzades automàticament, mentre que a països amb menys recursos són manuals.
Amb aquests mètodes es poden obtenir colònies aïllades, que després seran utilitzades per a avaluar les possibles resistències a antibiòtics. Es pot realitzar un test épsilon, però als països on la salmonel·losi és endèmica, no és comú tenir disponible més d'un sol fàrmac per a cada antibiòtic, i es mesura la resistència a un concentració fixa. Els antibiòtics més freqüentment usats pel test són: ampicilina, cloramfenicol, trimetoprim/sulfametaxazol, ceftriaxona, ofloxacina i àcid nalidíxic.

### Assajos serològics

#### Detecció d'anticossos
Aquestes proves són proves indirectes, és a dir, no detecten directament Salmonella, sino que detecten la resposta immune del malalt, concretament els anticossos que el cos humà genera contra cada serotipus de Salmonella. D'aquesta manera, es pot saber si la infecció és recent o no, quin serotipus concretament té el pacient, o si el pacient és portador assimptomàtic.
Un dels tests més barats i àmpliament usats és el test Widal, desenvolupat el 1896, que mesura els anticossos anti-O i anti-H, però és molt inespecífic, i no hi ha ni els reactius estandarditzats. Es fa un titrat per a obtenir la concentració d'anticossos anti-Salmonella al sèrum, i poder obtenir una diagnosi.
Quan es tenen prou recursos i personal qualificat es realitza un ELISA (“Enzyme Linked ImmunoSorbent Assay”), que és més sensible, però també té una manca d’especificitat. S’utilitza normalment per a detectar LPS.
També es pot fer una electroforesi d’un llisat cel·lular, i cercar anticossos anti-Salmonella Typhi i anti-Salmonella Paratyphi A, B i C. Aquesta tècnica ens permet identificar el serotipus, cosa que els cultius en placa no.

#### Tests Ràpids
Hi ha una gran varietat de proves molt ràpides que poden diagnosticar febre entèrica. La majoria necessiten una mostra de sang, i cerquen els anticossos anti-Salmonella Typhi i anti-Salmonella Paratyphi (detecció indirecta). Es poden fer tests que detecten IgM, indicant una malaltia activa o molt recent, o IgG, per a malalties recurrents, o portadors assimptomàtics.
2 exemples són: “Enterocheck-WB”, amb una sensibilitat del 89% i una especificitat del 97%; i el combo “TyphiRapid IgM” i “IgG IgM” amb una sensibilitat del 89% al 100% i una especificitat del 85% al 89%.
La majoria d’aquests tests són una millora respecte al test Widal, però encara no tenen ni prou especificitat ni prou sensibilitat, amb valors mitjans que ronden el 70% ambdues.

### Assajos moleculars
S’han desenvolupat proves d’amplificació d’àcids nucleics, com la PCR convencional i la qPCR, per a mostres de sang.
Alguns dels gens diana per a la PCR que permeten la identificació de SalmonellaTyphi són: el gen hilA de la SPI-1, el gen 16sARN i el gen fliC-d, responsable de la síntesi de flagel·lina Hd.
La sensibilitat d’aquests tests sense necessitat d’incubació de la mostra és superior al 90%, i l’especificitat a pacients amb altres malalties és del 100%.

### Altres proves
S’han realitzat assajos amb els antígens Vi, O9 i Hd, però l’únic que ha mostrat alta sensibilitat ha estat Vi, i cap d’ells ha mostrat una alta especificitat.
S’està realitzant un gran esforç de millora de les proves actuals, cercant antígens més específics, realitzant una incubació abans de la PCR per a millorar la sensibilitat, retirant el ADN humà de la mostra, que podria potencialment inhibir la replicació del ADN bacterià.

## Tractament
A la gran majoria de infeccions per salmonel·losi, no cal ningun tipus de tractament específic, ja que la majoria de les persones infectades es recuperen espontàneament sense cap necessitat de tractament; o necessiten líquids per impedir la deshidratació i per a la recuperació d'electròlits, ja que normalment la salmonel·losi presenta gastroenteritis aguda amb diarrea. L'ús de teràpies antimicrobianes no s'han d'utilitzar per tractar gastroenteritis no complicades, ja que aquests tractaments poden portar a la ralentització en la eliminació del patogen i a l'eliminació de bacteris de la microbiota, cosa que ajudaria al patogen a persistir o a l'augment de soques resistents a antibiòtics.
La utilització d'antibiòtics per tractar la malaltia sol no estar recomanat a menys que es tracti d'una infecció greu o que presenti complicacions, com ho poden ser la meningitis o una septicèmia, casos on sí que s'administren antibiòtics per tractar la infecció, com l'ampicil·lina, el cloramfenicol o el trimetoprim-sulfametoxazol (TMP-SMX). Tot i així, cada cop s'estan trobant més infeccions per Salmonella que presenten resistència antimicrobiana, cosa que pot complicar molt el seu tractament i pot portar a complicacions per la infecció.
Una alternativa cada cop més utilitzada en el tractament de malalties infeccioses és l'ús de microorganismes probiòtics. Aquests microorganismes s'ha comprovat que porten a terme les seves funcions de tres maneres principals: modulant la resposta immunitària, tant innata com adquirida, interaccionant directament amb el patogen, o produint productes antimicrobians. Bacteris com Lactobacillus, Bifidobacterium o Streptococcus es troben normalment en la microbiota i es solen adquirir ingerint aliments fermentats o, de forma més actual, introduint els productes probiòtics a la microbiota mitjançant càpsules liofilitzades, pols o solucions aquoses.
Alguns estudis més recents indiquen que també es poden fer servir llevats, com Saccharomyces, Schizosaccharomyces, Kluyveromyces, Zygosaccharomyces i Debaryomyces, encara que principalment s'usa Saccharomyces boulardii al tractament contra infeccions bacterianes. Poden actuar de forma similar als probiòtics bacterians secretant antimicrobians, però l'avantatge és que els llevats, al ser cèl·lules eucariotes, no es veuen afectats per l'ús d'antibiòtics, que resulta en un avantatge per poder eliminar els bacteris patògens causants de la malaltia, i a més proporcionen una reducció de la toxicitat d'alguns antígens de Salmonella.

## Profilaxi

### Prevenció
Hi ha mètodes per a evitar la proliferació d'aquest gènere en els aliments, per exemple: destruïr el bacteri en els aliments mitjançant cocció, evitar la contaminació creuada durant la manipulació, i emmagatzemar els aliments a baixa o alta temperatura per evitar que aquella proliferi.
La prevenció de la salmonel·losi es basa principalment en no entrar en contacte amb el patogen, per la qual cosa els mètodes emprats són amb relació a l'eliminació de Salmonella dels vehicles de transmissió, en aquest cas, l'aigua i aliments.
Dintre de les tàctiques preventives trobem el tractament amb diversos mètodes bactericides de les eines de processament d'aquests elements de consum i d'aquests també. Alguns exemples poden ser el tractament tèrmic a temperatures no permissives pel bacteri (més de 45°C) y l'aplicació d'alcohol o d'hipoclorit de sodi com agents desinfectants.
Entre les recomanacions pels consumidors es troba evitar la ingestió d'aliments crus que puguin portar Salmonella com la carn d'aus, ous i menjar derivat d'aquest últim que no s'hagin conservat adequadament, és a dir, que no estiguin refrigerats i hagin estat exposats al sol, que fa que l'aliment arribi a temperatures de 35 a 37°C, òptimes per al creixement de Salmonella. A més, el seu temps de supervivència a aliments a temperatura ambient és de diversos dies, i arribant fins i tot a diversos mesos, com son els casos de la mantega (10 setmanes), la llet (6 mesos) i la xocolata. El cuinat adequat també és important perquè si no s'arriba cuinar bé, hi ha risc que el bacteri sobrevisqui y pugui infectar. Al mateix temps, no es recomana el consum d'aigües naturals, no tractades, ja que poden estar contaminades fecalment, i la neteja de mans després d'haver estat en contacte amb animals o evitar-ho directament, sobretot amb amfibis, dels quals un 90% està colonitzat amb Salmonella.
Un altre mètode preventiu es tracta de l'ús de probiòtics tant bacterians com fúngics (llevats).
Actualment hi ha l'existència de vacunes contra Salmonella Typhimurium, enfocada en la prevenció de la febre Tifoidea. Moltes de les vacunes que trobem comercialitzades actualment contenen, de manera atenuada, les següents soques del bacteri: CVD 908-htrA, Ty800 i M4073.
S'ha observat que l'ús d'antígens heterogenis, fins i tot aliens a Salmonella, com adjuvants resulta en una millor producció d'immunitat enfront dels diferents antígens que pot presentar el patogen, important per a contrarestar els mecanismes d'evasió del sistema immune.
Les vacunes contra Salmonella s'estima que encara tenen molt recorregut, gràcies als assajos on es donen diferents combinacions vacunals, com atenuades bivalents en conjunt a les de DNA, la qual cosa pot donar una immunitat total al pacient, a més de que els problemes que es plantegen per l'ús de models animals no completament homòlegs a l'humà, a poc a poc es van solucionant.

## Detecció del patogen en aliments
Com ja s'ha anomenat abans, Salmonella spp. és un agent patogen alimentari causant de malalties com la febre entèrica o la enterocolitis, així com les seves complicacions si no són tractades. Per tant, és de vital importància determinar la seva presència o absència tant a aliments com al medi ambient, ja que així es podrà frenar o evitar la disseminació del patogen, evitant brots alimentaris, cosa que no sols comporta problemes a nivell de salut humana, sinó que també econòmics per a les empreses de productes d'aliments.
Els cultius microbiològics tradicionals han estat les tècniques estàndarts utilitzades al llarg del temps per poder detectar la presència de patògens tant en productes alimentaris com en mostres de persones possiblement infectades i mostres ambientals. L'inconvenient present en aquest mètode és el temps requerit per a obtenir resultats pot ser molt llarg, sent un inconvenient sobretot si es tracta amb aliments de vida útil curta, a més del problema que per fer servir aquest mètode majoritàriament cal un pre-enriquiment. És per això que al llarg de la història de la microbiologia i biologia molecular s'han anat desenvolupant nous mètodes de detecció més ràpids i sense necessitat de pre-enriquiment de la mostra, tenint sempre en compte altres problemes que poden presentar les mostres a l'hora de tractarles. Alguns dels mètodes més utilitzats per a la detecció ràpida de Salmonella són:

### PCR i q-PCR
La PCR és el mètode independent de cultiu preferit i més utilitzat per a detectar la presència del patogen en la mostra. La PCR és basa en la reacció en cadena de la polimerasa, el que permet a partir d’un fragment de DNA amplificar-lo per així poder ser detectat. La PCR te un temps d’estimació de 2 a 3 hores, cosa que permet detectar molt més ràpidament el patogen si ho comparem amb els tècniques de cultiu. Un cop acabada la reacció d’amplificació és pot visualitzar el resultat de diferents formes, sent els més comuns els electroforesi en gel de agarosa i la q-PCR (PCR quantitativa o en temps real). Aquesta segona, la q-PCR, mitjançant marcatge amb fluorescència, permet visualitzar en temps real la amplificació del DNA i, per tant, la seva detecció. El gen més comú que busca per detectar en Salmonella és el gen invA, un gen molt conservat en el gènere, que es tracta d’un gen d’invasió.
Actualment existeixen diversos kits comercials de PCR que és podin trobar en mercat i que és fan servir en la detecció de Salmonella en la indústria i els laboratoris d’emergència. Alguns d'aquests kits són ABI Prism 7500, BAX system o el iQ-*Check™ PCR. El únic inconvenient que presenta la PCR és que igual que els mètodes de cultiu, necessita d’un pre-enriquiment de la mostra, així com un alt cost econòmic i un personal capacitat.

### Espectrometria de masses

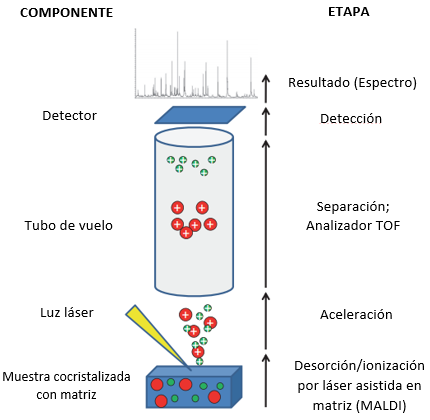
Procés de detecció per MALDI-TOF

La identificació de bacteris mitjançant la tècnica de espectrometria de masses ha sigut una dels tècniques més investigades i més novedoses dels últimes dècades. La més utilitzada és la coneguda com a MALDI-TOF. Aquesta és basa en la ionització de proteïnes o lípids de la mostra bacteriana per donar càrrega als mostres, seguida d'una separació d’aquestes per pes i càrrega, una detecció i la generació d’un espectre de masses característic segons les proteïnes. Finalment, es realitza una comparació de l’espectre resultant amb altres espectres corresponents a latres organimses d’una base de dades.
En els bacteris, les proteïnes ribosomals. les quals són suficientment diferents a nivell de gènere, són les més utilitzades per poder detectar-les i així poder identificar el patogen. És tracta d’una tècnica de baix cost per mostra, sense comptar la inversió inicial en el espectròmetre de masses, senzilla i molt ràpida, ja que en aproximàdament 10 minuts tindrem els resultats.
Els principals inconvenients d’aquesta tècnica són que, a nivell alimentari, com pot hi haure presència de diversos organismes en la mostra, la espectrometria de masses no podrà tenir un espectre clar de la mostra, impedint així la identificació de l’organisme, per tant, caldria un cultiu pur de l’organisme a identificar per garantir que l’espectre que és generi sigui fiable. Un altre inconvenient és que, a nivell de serotipus, encara no s’ha caracteritzar el patró característic de cada un, dificultant la detecció d’alguns d’ells sense proves complementàries.

### ELISA

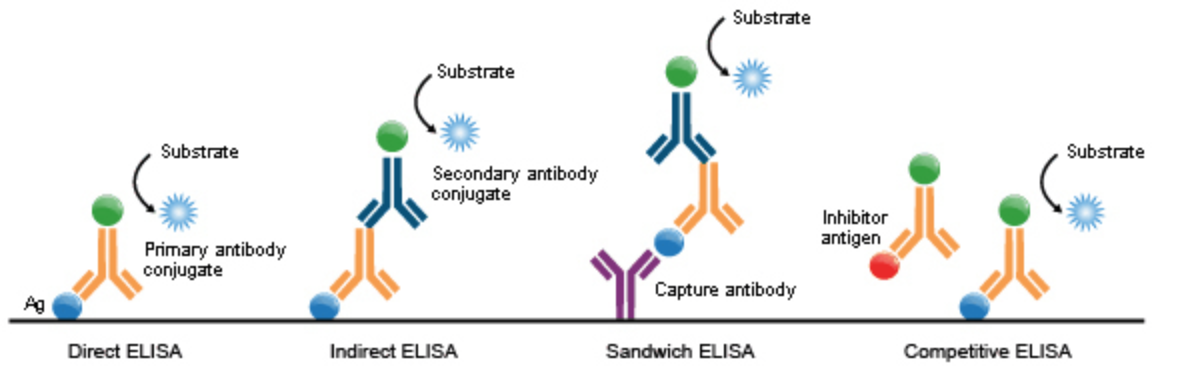
Diferents tipus de ELISA

De les tècniques immunològiques utilitzades per detecció de patògens, la tècnica per ELISA és la tècnica més utilitzada per dur a terme la detecció de Salmonella. L'ELISA és una tècnica immunològica que es basa en la unión específica antigen-anticòs, i que un cop s’ha donat aquesta unió, es pot visualitzar la mostra mitjançant un canvi de color de la mostra gràcies a reaccions enzimàtiques colorimètriques mitjançant enzims units a l’anticòs. Existeixen diversos tipos d’ELISA, com el sàndvitx, directe, indirecte i competitiu. L'ELISA a més, també s’ha utilitzat per a la creació de vacunes contra Salmonella. Es tracta d’una tècnica amb alta sensibilitat, no és gaire complicada, i, comparat amb els mètodes de cultiu, és una tècnica més ràpida. Els inconvenients que té es que, en mostres alimentàries, pot donar falsos positius per reaccions creuades amb altres microorganismes, així com la necessitat d’un pre-enriquiment de la mostra.

### Biosensors
Es tracta d’un dispositiu analítics que combinen un component biològic, com enzims, àcids nucleics o anticossos, amb un transductor, qui serà l'encarregat de enviar la senyal per poder permetre la detecció. Aquesta senyal enviada per el transductor pot ser una senyal electroquímica, tèrmica o òptica. Els biosensors són una de les tècniques més novedoses en el camp de la detecció per a poder detectar la presència d’organismes. Els biosensors més utilitzats per la detecció de Salmonella són:

#### Biosensor Enzimàtic
Aquests utilitzen com a component biològic els enzims. Aquests s’utilitzen per detectar compostos de Salmonella en la mostra, i mitjançant la reacció enzim-substrat, enviar una senyal electroquímica, tèrmica o òptica per el transductor que podrà ser detectada.

#### Biosensor d’Àcids Nucleics

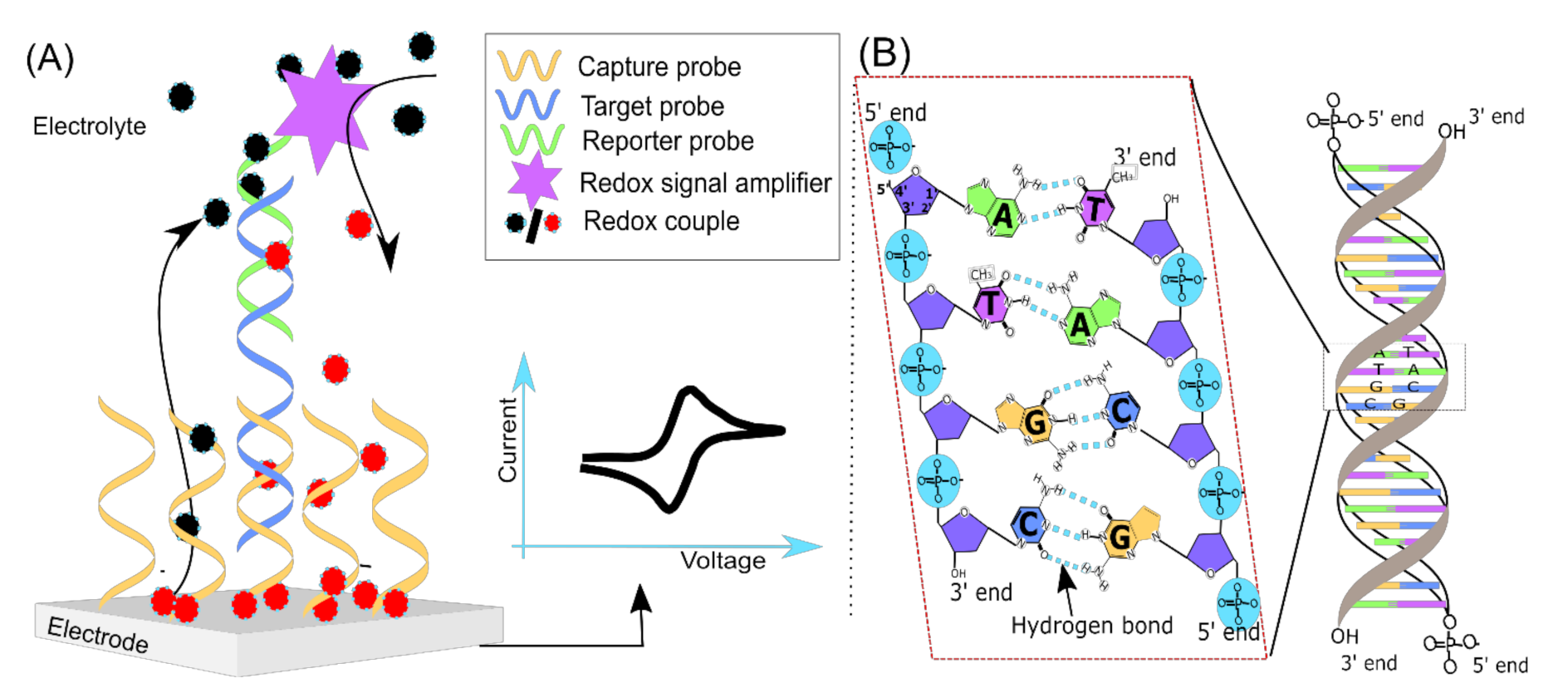
Exemple funcionament biosensor d'àcids nucleics

S’utilitzen com a component biològic sondes de DNA o RNA, que hibridarà amb la seqüència complementària present en la mostra, generant una senyal que podrà ser detectada.

#### Biosensors d’Anticossos
Aquests biosensors utilitzen els anticossos com a component biològic. Es basen en la unió antigen-anticòs, que a l'unir-se genera una senyal que es podrà mesurar i detectar.
Es tracta d’una tècnica novedosa, que és molt específica i podria substituir els actuals mètodes mitjançant anticossos o àcids nucleics. El principal inconvenient és el cost de producció, a més de ser un procés complicat, ja que s'han d’aïllar enzims o àcids nucleics i conectar amb el transductor.